# Carrie Jacobs-Bond
Carrie Minetta Jacobs-Bond (Janesville, 11 agosto 1862 – Hollywood, 28 dicembre 1946) è stata una cantautrice, pianista e cantante statunitense che compose circa 175 brani di musica popolare dal 1890 ai primi anni '40.
Forse è ricordata soprattutto per aver scritto la canzone da salotto I Love You Truly, diventando la prima donna a vendere un milione di copie di una canzone. La canzone apparve per la prima volta nella sua collezione del 1901 Seven Songs Unpretentious as the Wild Rose, insieme a Just Awearyin' for You, anch'essa largamente registrata.
La canzone della Jacobs-Bond con il maggior numero di vendite subito dopo l'uscita fu A Perfect Day nel 1910. Un documentario della NPR del 29 agosto 2009 sulla Jacobs-Bond sottolineava I Love You Truly insieme a Just Awearyin' for You e A Perfect Day come i suoi tre più grandi successi. La Jacobs-Bond fu inserita nella Songwriters Hall of Fame nel 1970.

## Biografia

### Vita personale

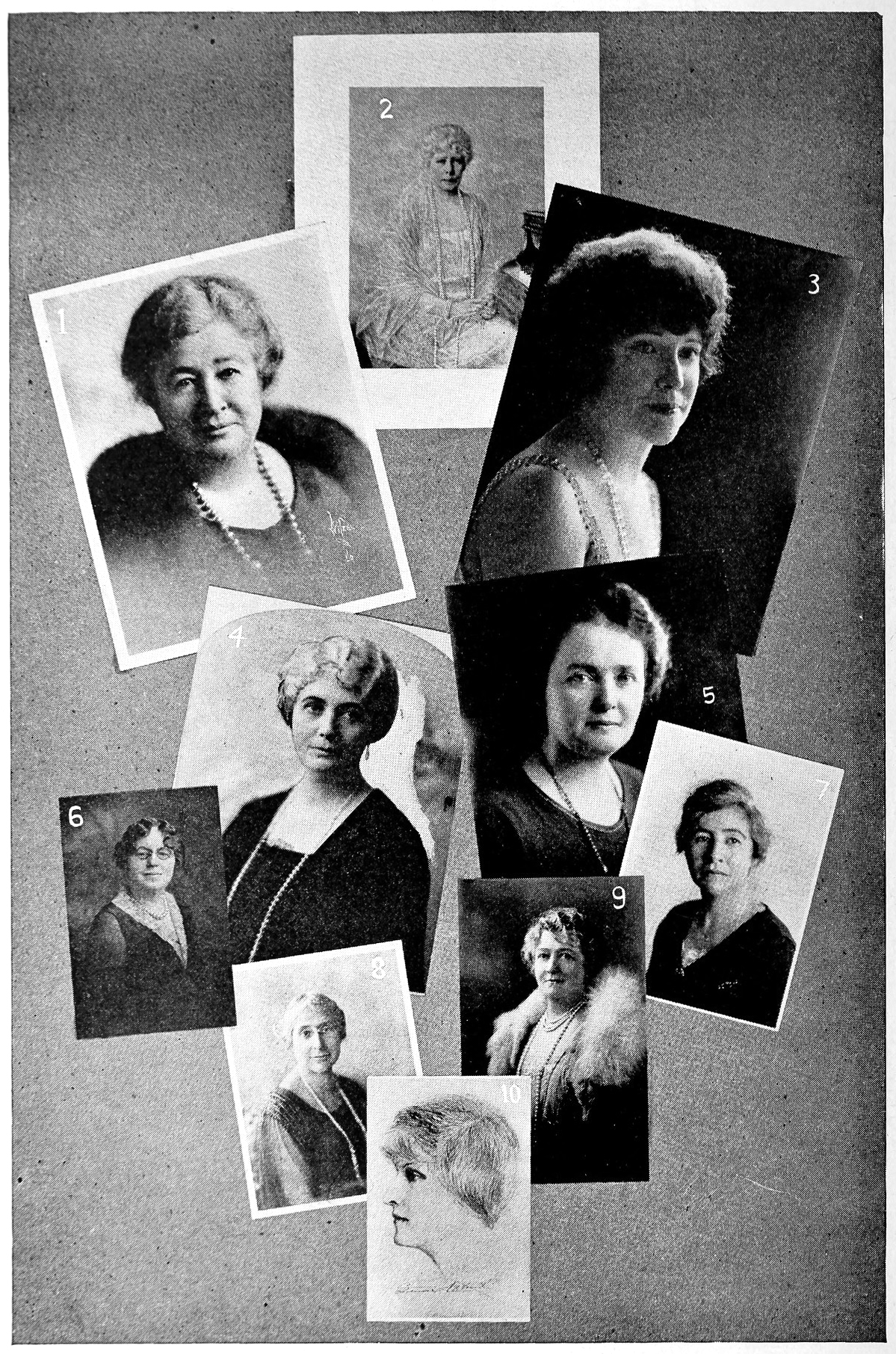
Mariana Bertola, Carrie Jacobs-Bond, May Showler Groves, Minna McGauley, Maud Wilde, Jeanette Lawrence, Miriam Van Waters, David Starr Jordan, Annie Florence Brown, Gertrude Atherton

Carrie Minetta Jacobs nacque a Janesville, nel Wisconsin, dal Dr. Hannibal Jacobs e sua moglie, Mary Emogene (o Emma) Davis Jacobs ed era figlia unica. Era una lontana cugina di John Howard Payne, il paroliere che scrisse Home Sweet Home. La Jacobs nacque nella casa dei nonni materni all'angolo tra Pleasant Street (ora W. Court Street) e Oakhill Avenue. Suo padre morì mentre era bambina e la famiglia dovette affrontare difficoltà finanziarie senza di lui.

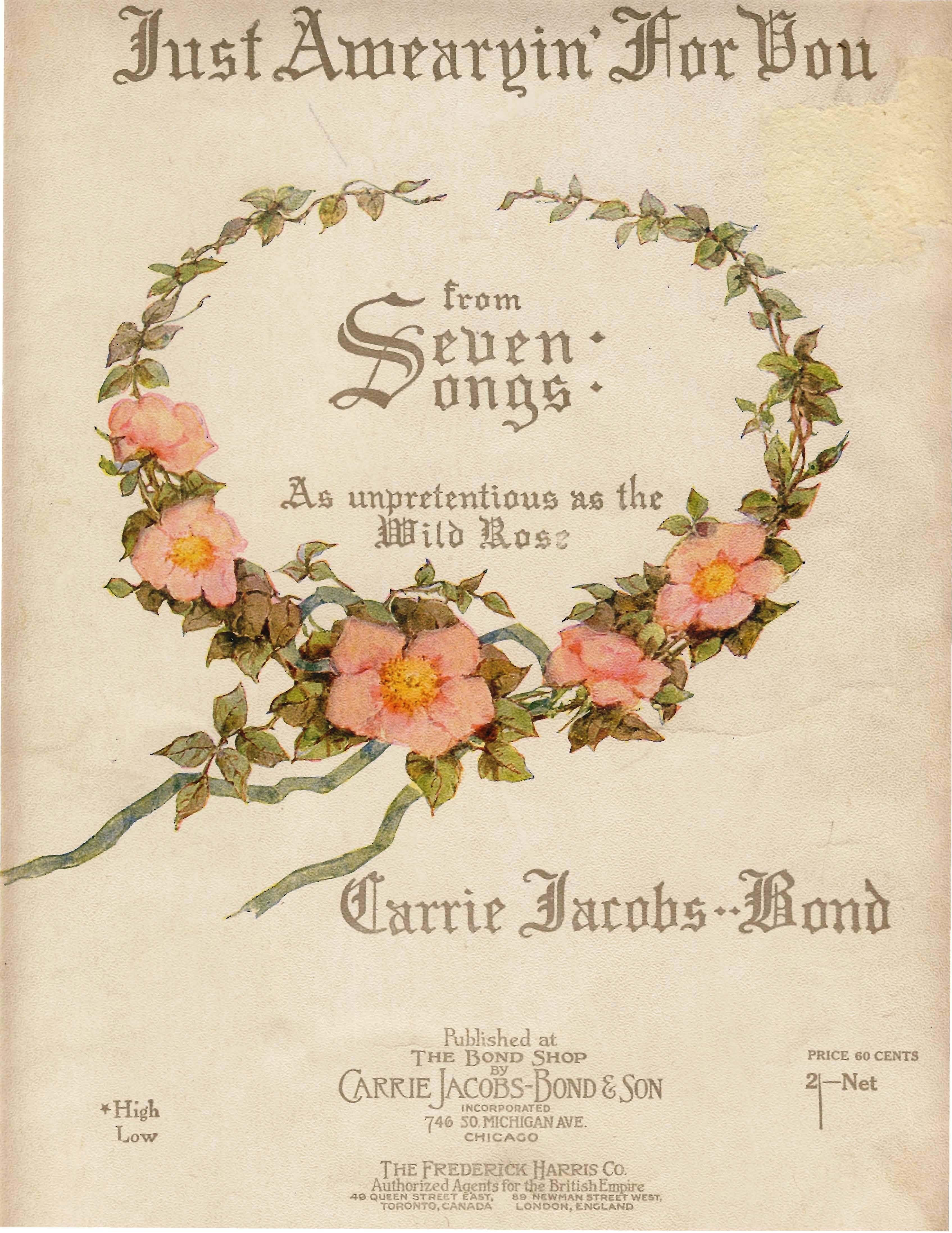
Copertina di Just A Wearyin' for You (1901), con un'illustrazione della Jacobs-Bond, acquerelli della rosa selvatica

La maggior parte della famiglia della Jacob-Bond si divertiva a suonare e suo padre suonava il flauto. La Jacobs-Bond riusciva a scegliere brani di pianoforte all'età di 4 anni, riusciva a suonare alcuni brani solo ascoltandoli all'età di 6 anni e poi all'età di 8 anni era in grado di suonare la seconda rapsodia ungherese di Liszt semplicemente ascoltandola. Studiò pianoforte dall'età di 9 anni a 17 anni, con il sogno di diventare una cantautrice. Da bambina frequentava le lezioni nel sistema scolastico pubblico di Janesville.
Durante il primo breve matrimonio della Jacobs con Edward Smith J. Smith di Janesville, all'età di 18 anni, nacque il suo unico figlio, Frederick Jacobs Smith, il 23 luglio 1881. Questo matrimonio finì con il divorzio nel 1887.
Il suo secondo matrimonio nel 1888 fu con il suo fidanzatino d'infanzia, il medico Frank Lewis Bond di Johnstown, nel Wisconsin. Vivevano a Iron River, nel Michigan, dove faceva la casalinga e integrava le entrate della famiglia con ceramiche dipinte, lezioni di piano e le sue composizioni musicali. Visse tra minatori e i taglialegna per diversi anni e quando l'economia della zona mineraria del ferro crollò, Frank non aveva soldi. Colpito dalla palla di neve di un bambino, il dottor Bond cadde sul ghiaccio e morì cinque giorni dopo a causa delle costole schiacciate, nel 1895. Lei rimase con debiti troppo grandi per essere coperti dai 4.000 dollari di proventi della sua assicurazione sulla vita e tornò a Janesville. Vendere ceramiche, gestire una pensione e scrivere canzoni non produceva abbastanza denaro per pagare i suoi conti. Vendette lentamente i mobili e cominciò a mangiare solo una volta al giorno.
Dopo aver ottenuto un certo successo con la composizione, la Jacobs-Bond si trasferì con suo figlio a Chicago per essere più vicina agli editori di musica. Per diversi anni, mentre viveva a Chicago, la maggior parte delle sue canzoni non passò mai dal manoscritto alla pubblicazione, quindi dovette guadagnarsi la vita cantandole durante gli incontri e i concerti sociali. Presto scoprì che alla gente piaceva la sua musica semplice e lirica. I suoi testi e la sua musica esemplificavano il sentimentalismo, che all'epoca era molto popolare. Poiché i suoi tentativi di pubblicare la sua musica venivano ripetutamente respinti dall'industria musicale dominata all'epoca dagli uomini, nel 1896 ricorse alla fondazione di una propria casa editrice di spartiti. Diventò di conseguenza una delle pochissime donne nel settore e forse l'unica a possedere ogni parola di ogni canzone che scriveva. La sua casa editrice cambiò sede otto volte, stabilendosi infine a Hollywood, in California, dove si trasferì con suo figlio nei primi anni 1920, anche per alleviare i dolori dei suoi reumatismi, e qui continuò ad esibirsi e pubblicare.
Chiamò la sua casa lì "The End of the Road" (che era anche il titolo del suo libro del 1940). Fu una delle prime sostenitrici della Theatre Arts Alliance, che creò l'Hollywood Bowl vicino a casa sua. La Jacobs-Bond morì nella sua casa di Hollywood di emorragia cerebrale il 28 dicembre 1946 all'età di 85 anni. Fu sepolta nella "Corte d'Onore" al Forest Lawn Memorial Park Cemetery di Glendale, in California.

### Carriera musicale

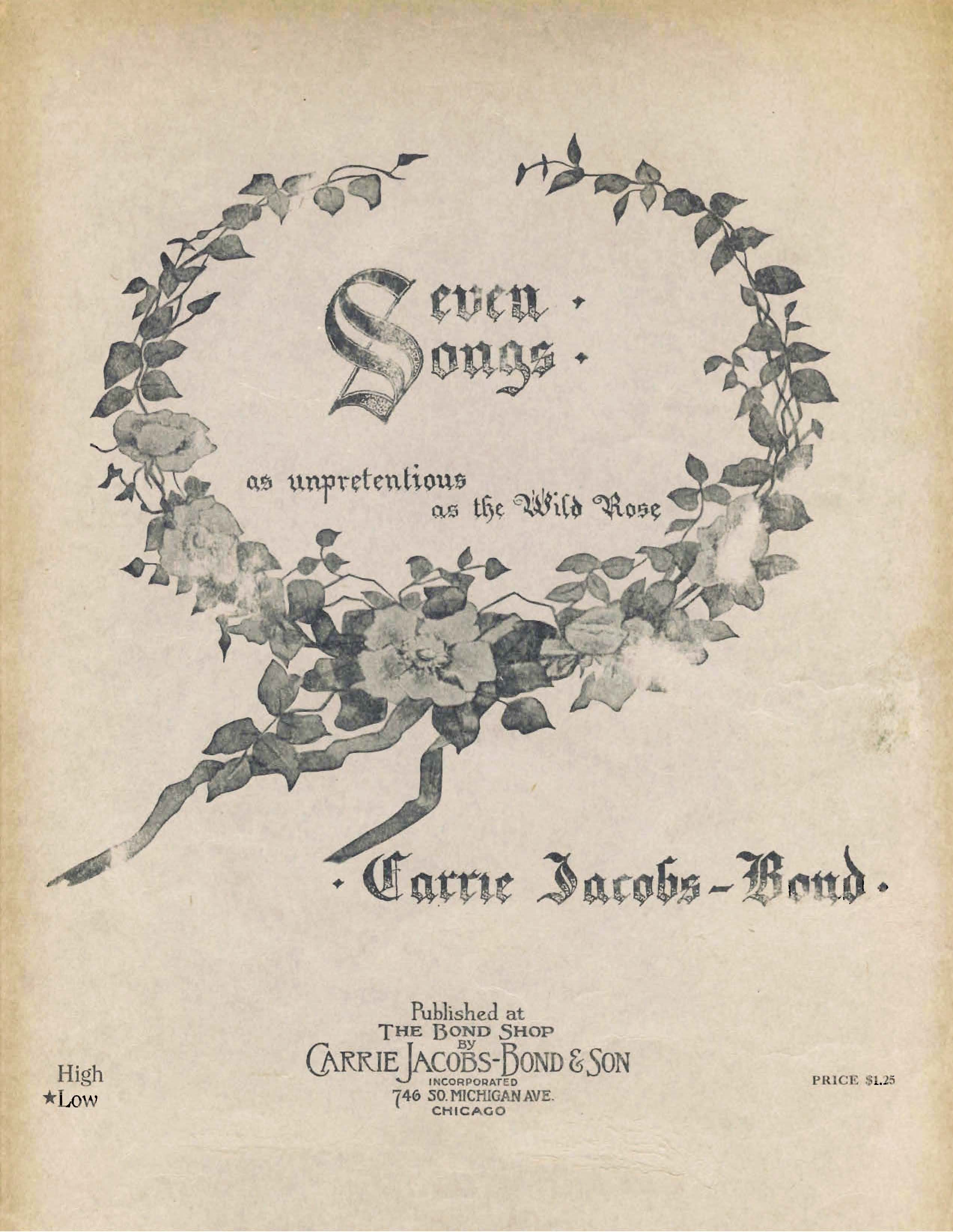
Copertina del 1901 di Seven Songs Unpretentious as the Wild Rose, con il marchio del Bond Shop a Chicago

Carrie Jacobs-Bond ha studiato pianoforte con insegnanti locali da bambina. All'epoca c'era un artista di nome Blind Tom Wiggins che girava il paese, memorizzando all'istante qualsiasi brano suonato e riproducendolo. Dopo che lui ebbe eseguito la sua parte del programma, la giovane Jacobs fu incoraggiata ad andare al pianoforte. Stupì la folla riproducendo la canzone di Blind Tom. Iniziò a scrivere musica alla fine del 1880 quando fu incoraggiata da suo marito a "mettere su carta alcune delle canzoni che mi scorrevano continuamente in mente". Dopo il suo ritorno da Iron River, nel Michigan e la morte del suo secondo marito, si stabilì al 402 East di Milwaukee Street, Janesville, Wisconsin, dove scrisse la canzone I Love You Truly.
Una giovane cantante che viveva dall'altra parte della sala da Jacobs-Bond dovette partire inaspettatamente, così chiese alla Jacobs-Bond di intrattenere il suo manager e un altro uomo. Quando i due uomini arrivarono, la Jacobs-Bond invitò gli uomini nel suo appartamento. Il direttore, Victor P. Sincere, vide alcuni dei suoi manoscritti in giro e chiese se li avesse scritti lei. Dopo che la Jacobs-Bond ebbe detto di sì, Sincere le chiese di esibirsi in una canzone, così lei suonò I Love You Truly per lui. Quando le chiese se le sarebbe piaciuto che la canzone fosse eseguita in pubblico, lei rispose "no" perché non aveva protetto il copyright della canzone e qualcuno poteva rubarla. La Jacobs-Bond ebbe ripensamenti, quindi andò al telefono della farmacia all'angolo della e chiamò la star dell'opera Jessie Bartlett Davis, anche se non si erano mai incontrate. La Jacobs-Bond sperava che la Davis avrebbe reso la canzone tanto popolare quanto aveva fatto con "Oh Promise Me" (di Reginald De Koven e Clement Scott) nel 1898. La Davis si offrì volontaria per pagare i costi per pubblicare Seven Songs as Unpretentious as the Wild Rose.
Dopo essersi trasferita a Chicago, la Jacobs-Bond raccolse lentamente un seguito cantando in piccoli recital nelle case locali. Pubblicò la sua prima collezione con l'aiuto della star dell'opera Jessie Bartlett Davis. Seven Songs: Unpretentious as the Wild Rose, uscita nel 1901, includeva due dei suoi brani più duraturi: I Love You Truly e Just Awearyin' for You. Il successo di Seven Songs permise alla Jacobs-Bond di espandere la sua casa editrice, nota come Bond Shop, che aveva originariamente aperto con suo figlio nel suo appartamento a Janesville. Prima della fine del 1901 David Bispham aumentò la celebrità della Jacobs-Bond dando un recital di brani esclusivamente della Jacobs-Bond allo Studebaker Theater di Chicago. Nel giro di pochi anni e con l'aiuto delle sue amiche, la Jacobs-Bond si esibì per Theodore Roosevelt. Tenne un recital in Inghilterra (con Enrico Caruso) e una serie di recital a New York City.
Collaborò con il poeta americano Paul Laurence Dunbar. Nel 1906 pubblicarono cinque canzoni con testi di Dunbar e musica della Jacobs-Bond.
Nel 1910 pubblicò A Perfect Day, per il quale vengono venduti 25 milioni di copie degli spartiti. Fu la più popolare delle sue composizioni durante la sua vita, anche se I Love You Truly è stata più frequentemente eseguita in seguito.
Durante la prima guerra mondiale Jacobs-Bond tenne concerti in Europa per le truppe dell'esercito americano. A Perfect Day era particolarmente popolare tra loro.
Carrie Jacobs-Bond fu la compositrice di maggior successo della sua epoca, secondo alcuni rapporti, guadagnando oltre 1 milione di dollari di royalties dalla sua musica prima della fine del 1910. Nel 1941 la Federazione generale dei club femminili menzionò la Jacobs-Bond per i suoi contributi a il progresso delle donne durante il XX secolo.
Una delle sue ultime composizioni intitolata Because of the Light fu pubblicata nel dicembre 1944, quando aveva 82 anni.
La vita e i testi della Jacobs-Bond sono la testimonianza della sua capacità di recupero nel superare difficoltà come la povertà, la morte precoce di suo padre, il divorzio, la morte del secondo marito e il suicidio di suo figlio nel 1932 mentre ascoltava A Perfect Day sul fonografo.

## Poesia e arte
Carrie Jacobs-Bond ha anche pubblicato libri di poesie per bambini e un'autobiografia. La sua autobiografia The Roads of Melody fu pubblicata nel 1927. Disegnava personalmente le grafiche per le copertine dei suoi spartiti. La rosa selvatica, la sua opera grafica più caratteristica, appare in molte delle sue pubblicazioni.

## Eredità e onorificenze
L'ex presidente degli Stati Uniti Herbert Hoover scrisse nel suo epitaffio: "Amata compositrice di I Love You Truly... e di centinaia di altre canzoni del cuore che esprimono l'amore e il desiderio, la tristezza e la gioia di tutte le persone in tutto il mondo... che ha incontrato la vedovanza, vinto le difficoltà e raggiunto la fama componendo e cantando le sue semplici melodie romantiche. Era la coraggiosa signora americana del canto". Il Consiglio comunale di Los Angeles l'ha onorata come "una delle più grandi donne d'America".

## Opere pubblicate

### Spartiti
- Almost Impossible
- The Angelus
- At Morning, Noon and Night
- A Bad Dream
- Because I Am Your Friend
- Because of the Light
- Betty's Music Box.
- The Bird Song
- Birds
- The Blue Flag, 1917
- But I Have You
- California
- Chimney Swallows
- Come, Mr. Dream-maker, 1897
- Compensation
- Consolation
- A Cottage In God's Garden
- The Crimson-Breasted Bird
- Cupid's Home
- The Dark Lament
- The Dear Auf Wiedersehn
- De Las' Long Res', 1901
- Des Hold My Hands Tonight, 1901
- Do You Remember, 1915
- The Elopement
- The End of a Perfect Day
- Evening, My Love and You
- First Ask Yourself
- The Flying Flag
- The Forget Me Not
- The Free Concert
- The Gate of Tears
- God Remembers When the World Forgets, 1913
- Going to Church with Mother
- The Golden Key
- The Good Folk
- Good Night
- Got to Practice, 1917
- The Hand of You
- Happy Lil Sal
- Have You Seen My Kitty?
- His Buttons Are Marked 'U.S.', 1902
- His Lullaby
- Hollyhocks
- Homeland
- A Hundred Years from Now, 1914
- Hush-a-by
- I Love You Truly, 1901 & 1906
- I was Dreaming... Maybe
- If I Could Hear Your Voice Again
- I'm the Captain of the Broom Stick Cavalry, 1890
- In a Foreign Land
- In Dear Hawaii, 1908
- In My Garden
- In the Meadow, 1925
- Is My Molly Dead?, 1895
- Is Yo'? Yo' Is, 1905
- I've Done My Work, 1920
- Jesus Is Calling
- June and December
- Just Awearyin' for You, 1901
- Just by Laughing
- Just Lonesome
- Keep Awake
- Know and Find
- Lazy River
- Life's Garden
- The Lily and the Rose
- Linger Not
- A Little Bit O'Honey, 1917
- The Little House
- Little Lost Youth of Me.
- A Little Pink Rose, 1912
- A Little Shoe
- Lively Hour
- Long Time Ago
- Longing
- Look Up
- Love and Sorrow
- Lovely Hour
- Love's Sacred Trust
- The Lure
- May I Print a Kiss?
- Memories of Versailles Waltz
- A Memory
- Men and Women
- Morning and Evening
- Mother Mine
- Mother's Cradle Song, 1895
- Mother's Three Ages of Man
- Movin' in de Bes' Soci'ty.
- My Dear
- My Garden of Memory
- My Son!
- My Soul
- The Naughty Little Girl
- Nothin' but Love!
- Nothing but a Wild Rose
- Now and Then
- O Haunting Memory.
- O Time Take Me Back, 1916
- Old Friends of Mine
- Out in the Fields
- Over Hills and Fields of Daisies
- The Pansy and the Forget-Me-Not
- Parting, 1901
- A Perfect Day, 1910
- Play Make Believe
- Please
- Remember to Forget
- Robin Adair
- Roses Are In Bloom
- The Sandman, 1912
- Shadows, 1901
- A Sleepy Song
- Smile a Little
- Someone I Love is Coming
- A Song of the Hills
- The Soul of You
- Still Unexprest', 1901
- Stop and Sing
- A Study in Symbols
- Sunshine (Po Li'l Lamb)
- Ten Thousand Time
- There Is a Way
- Through the Mists
- Through the Years, 1918
- Time Make All but Love the Past
- Tis Summer in Thine Eyes
- To-Day.
- To My Valentine, 1926
- To the Savior Called
- To the Victor (March)
- To Understand
- Trouble
- Two Lovers
- Tzigani Dances
- Until Death
- Until God's Day
- A Vision
- Walking in Her Garden
- Waltz of the Wild Flowers, 1916
- The Way of the World
- We Are All Americans, 1918
- Were I
- When Church is Out
- When do I Want You Most?
- When God Puts Out the Light
- When I am Dead, My Dearest
- When I Bid the World Goodnight
- When My Ships Come to Me
- When You're Sad
- When Youth's Eternal
- Who is True?
- Why
- Write to Me Often, Dear, 1896
- Your Song

### Libri di canzoni
- Eleven Songs, 1897
  - Mother's Cradle Song
  - Write to Me Often, Dear
  - Come, Mr. Dream-Maker
  - The Pansy and the Forget Me Not
  - Who is True
  - June and December
  - Someone I Love Is Coming
  - Through the Mists
  - Until Death
- Four Songs, 1899
  - A Little Shoe
  - Have You Seen My Kitty?
  - The Bird Song
  - When My Ships Come Home
- Seven Songs as Unpretentious as the Wild Rose, 1901
  - Shadows w.m. Jacobs-Bond, pp. 3–5
  - Parting w. William Ordway Prestridge m. Jacobs-Bond, pp. 6–7
  - Just Awearying for You w. Frank Lebby Stanton m. Jacobs-Bond, pp. 8–9
  - De Las' Long Res' w. Paul Lawrence Dunbar m. Jacobs-Bond, p. 10
  - I Love You Truly w.m. Jacobs-Bond, p. 11
  - Still Unexprest w.m. Jacobs-Bond, pp. 12–13
  - Des Hold My Hands Tonight w.m. Jacobs-Bond, pp. 14–15
- Two Songs, 1902
  - May I Print a Kiss
  - Two Lovers
- Twelve Songs, 1902
  - A Bad Dream
  - I Was Dreaming... Maybe
  - Linger Not
  - Love's Sacred Trust
  - Mother's Three Ages of Man
  - Over Hills and Fields of Daisies
  - The Dear Auf Wiedersehn
  - Time Make All But Love the Past
  - When I Am Dead, My Dearest
  - When I Bid the World Goodnight
- Three Songs, 1904
  - Nothing But a Wild Rose
  - The Angelus
  - Walking in Her Garden
- Ten Songs, 1905
  - In a Foreign Land
  - Just By Laughing
  - Men and Women
  - My Dearest Dear
  - When Do I Want You Most?
  - Where to Build Your Castles
- Two Songs, 1907
  - Happy Lil Sal
  - Trouble
- Half Minute Songs or Miniature Songs, 1910
  - Making the Best of It
  - First Ask Yourself
  - To Understand
  - Doan' Yo' Lis'n
  - How to Find Success
  - The Pleasure of Giving
  - Answer the First Rap
  - A Good Exercise
  - A Present From Yourself
  - Now and Then
  - When They Say the Unkind Things
  - Keep Awake
- The Smile Songs, 1910
  - Know and Find
  - Look Up
  - Mother Mine
  - Please
  - Robin Adair
  - Smile a Little
  - Stop and Sing
  - The Good Folk
  - The Way of the World
  - There Is a Way
  - Why
  - Almost Impossible
- Little Kitchen Songs and Stories, 1911
- Thirty Songs: Songs Everybody Sings, about 1927

### Autobiografia
Jacobs-Bond, Carrie. The Roads of Melody: My Story. New York: D. Appleton and Company, 1927. 224 pp.

### Poesie
Jacobs-Bond, Carrie, Tales of Little Dogs, Chicago, P.F. Volland Co., 1921, OCLC 2593983.

 Jacobs-Bond, Carrie, A perfect day and other poems: from the songs of Carrie Jacobs Bond, Chicago, P.F. Volland Co., 1926, OCLC 16702810.

 Jacobs-Bond, Carrie, The End of the Road, a cura di Palmer, Jamie, Hollywood, CA, George Palmer Putnam, 1940, ISBN 1-4191-2942-2.

### Storie brevi
- Jacobs-Bond, Carrie, The little monkey with the sad face and other stories, New York, John Day Co., 1930, OCLC 2559682.